# 伊集院光 日曜大将軍
『伊集院光 日曜大将軍』（いじゅういんひかる にちようだいしょうぐん）は、1998年4月5日から2000年10月1日までTBSラジオで放送されていたラジオ番組。開始当初はニュースや情報をわかりやすく伝えるという趣旨であったが、ディレクターの交替などもあり、少しずつバラエティ色が出始め、後の『伊集院光 日曜日の秘密基地』へ継承されていく。

## 出演者

### パーソナリティ
- 伊集院光 （お笑いタレント、ラジオパーソナリティ）

### アシスタント
- 小倉弘子（TBSアナウンサー）

レギュラーアシスタントの小倉がシドニーオリンピック取材のため最終回を含む3回の放送を残し卒業。
残りの3回の番組は「外山ー近江ー外山」と週代わりでアシスタントを務めた。
- 外山惠理（TBSアナウンサー）※2000年9月17日　2000年10月1日（最終回）
- 近江七恵（当時全国こども電話相談室電話のお姉さん）※2000年9月24日

## 放送時間
- 日曜 15:00 - 18:00（番組開始 - 2000年3月）
- 日曜 15:00 - 17:50（2000年4月 - 番組終了）

ただし、大相撲や競輪の中継がある時は17:00までとなっていた。

## 主なコーナー
2時間クイズ!むづかC!!　1999年04月04日(第051回)〜
事前に応募したリスナーが難しいクイズまたは課題を2時間後までに解いて答える。正解（課題達成）すれば、賞金1万円で不正解の場合は翌週に回される。
なお、タイトルコールの時、パーソナリティとアシスタントはラジオであるにもかかわらず、手を「C」の形にする決まりがあり、やらないと伊集院から「ラジオだからって手を抜くんじゃない」と怒られる。
過去には当番組の前の時間帯に音楽番組をやっていた山寺宏一がスタジオ内にこのポーズを取るためだけに入って一言も発せず帰っていったこともあった。
大将軍のニュース＆スポーツ
一週間の事件や出来事をニュースから2個スポーツから1個選んで、小倉がニュースの読み上げ、伊集院が感想を述べた上で、TBSニュースデスク内山研二が解説を行う。
赤坂ゼミナール
毎週芸能人の講師を迎えて、ニュースなどで話題となっているテーマを分かりやすく解説する。また、講師の補佐役として、内山も加わっている。
週刊TBS→月刊TBS
TBSラジオの放送の内、面白かったもの、また聞きたいものをリスナーから募集し、番組内で再び聞くコーナー。当初は毎週行われていたものの、番組中期ごろから休止が増え、後期ごろから正式に「月刊」に変更された。
赤坂法学部
「日常生活でおきがちな出来事」を弁護士の岩田武司と共に法律的に考える。コーナーは前週の放送で課題テープを掛けて、リスナーの考えを募集する。放送時にリスナーからの面白い意見、多かった意見を読み上げる。その後、岩田が法律的にどうなるか解説する。後に単行本化された（後述）。
大将軍の東京1週間
火曜日発売の東京1週間と連動し発売前の同雑誌の記事の中からオススメスポットを954キャスターが中継するコーナー。
大将軍の影のベストセラー  1998年04月12日(第001回)〜1999年03月28日(第050回)
一般書店には売っていないが、その業界内ではベストセラーとなっている雑誌や新聞を伊集院や小倉が紹介するコーナー。1998年11月15日(第032回)には、当時のプロデューサーの知野文哉自ら東京龍馬新聞を紹介した。
大将軍の○○○○プレゼント　1998年04月12日(第001回)〜1999年03月28日(第050回)
行って得するもらって得する超豪華な商品をリスナーにプレゼントするコーナー
大将軍のお試し企画
番組をバラエティー方向へ持っていくべく、考え出されたコーナー。
・第1弾　1998年10月04日(第026回)〜1999年03月28日(第050回)
2時間クイズむずかCの原型となったお試し企画。以下に放送日と仮タイトルを記述しておく。なお1999年02月21日(第045回)以降は2時間クイズむずかCのタイトルに近いものになったが、大将軍のお試し企画が取れなかったためここに載せる。
1998年10月04日(第026回)クイズ秋田のおじさんならわかるかもしれない(仮)
1998年10月11日(第027回)クイズ北海道興部村に住んでいる中村さんならもしかしたら知っているかもしれない(仮)
1998年10月18日(第028回)あきらおじさんなら知ってるかも
1998年10月25日(第029回)クイズ奈良のおじいちゃんなら知ってるかも(仮)
1998年11月01日(第030回)クイズ山梨の岡本さんなら知ってるかも(仮)
1998年11月29日(第034回)クイズデンマーク人ならわかるかも
1998年12月06日(第035回)クイズ私以外にならわかるかも
1998年12月13日(第036回)クイズクラスで一番目立たなかった鉄道研究会の渡辺君にならわかるかも
1998年12月20日(第037回)クイズ中学校の時に僕と同じ部活,科学部だった西村君ならわかるかも
1998年12月27日(第038回)超難しいクイズを家族そろって2時間たぷり考えて正解だったら5万円間違っちゃったら骨折り損。そしたら宙に浮いた5万円はどうするの?リスナーみんなで山分けスペシャル。略してお試しスペシャル
1999年01月03日(第039回)超難しいクイズシンキングタイムは2時間、当たれば1万円間負ければ骨折り損。略して難骨
1999年01月31日(第042回)今日難しいクイズを制限時間2時間以内に家族はおろか親籍縁者、知り合い全部の力を合わせて解くコーナー
1999年02月07日(第043回)難しいクイズをだすから2時間かけて答えを見つけてね正解だったら1万円積りに積もって今回は3万円ももらえるクイズ略して3万
1999年02月14日(第044回)難しいクイズ
1999年02月21日(第045回)2時間クイズむずかCスペシャル略してかむぺ
1999年02月28日(第046回)2時間クイズむずかC
1999年03月07日(第047回)2時間クイズむずかC
1999年03月28日(第050回)2時間クイズむずかC
・第2弾　1999年04月04日(第051回)〜1999年05月02日(第055回)
大掃除などで出てきた自分には必要の無いがまだ使えるものを写真つきでリスナーから応募しそのうち2点のものを伊集院と小倉がそれぞれプレゼンしそれらのうちリスナーが欲しいという反響が多い商品をプレゼントし、元の持ち主にはデーパート共通商品券5000円分をプレゼントする。また応募が少なかったものは、元の持ち主に返却するコーナー。
1999年04月04日(第051回)俺には必要ないんだけどねこのまま捨てちゃうには忍びないし、ぁ、もしかしたら他の人にはすごくいいものかもしれないね、略してたいほう
1999年04月11日(第052回)私にとっては全然いらないものなんだけども他人にとってはかなり欲しいもの交換プレゼンテーション
1999年04月18日(第053回)あなたにとってはもう不要、家にあっても邪魔なだけ。けれどもラジオでプレゼンすれば、｢私それちょうど欲しかったのよ｣って人がいるかもしれないコーナー あなたにとっては要るかもコーナー
1999年04月25日(第054回)あなたにとっては無駄だけどたくさんいるリスナーの中には｢それ欲しい｣って人がいるかもしれないから紹介するコーナー
1999年05月02日(第055回)あなたにとっては要らなくて邪魔なものかもしれないけれども、ラジオ聴いてる人の中には｢それちょうど欲しかったの｣っていう人がいるかもしれないからプレゼンテーションしてみるよコーナー

## エピソード
番組立ち上げのプロデューサーが番組開始直後に人事異動
この番組を立ち上げる際、深夜放送ではすでに10年強の経験があったものの日中のワイド番組は未経験だった伊集院。当初は難色を示したが、番組立ち上げに関わったプロデューサーの「将来的にはTBSラジオのエースに育てたい」という熱い熱意に押され承諾。そういう経緯で始まった『大将軍』だったが、開始直後にそのプロデューサーが人事異動で番組からいなくなり、伊集院だけが取り残されてしまったという。伊集院は事あるごとにこの話をしているが、結局は後身の『日曜日の秘密基地』を含めて丸10年という長寿番組になり、なおかつ『秘密基地』ではギャラクシー賞を2回受賞するなどTBSラジオ日曜昼の名物番組として親しまれ、件のプロデューサーの言葉が実現した。
伊集院、生放送直前に交通事故に遭う
1999年6月20日の番組冒頭は伊集院が交通事故にあって、放送開始2分前にスタジオ入りした。伊集院は「カミさんにTBSまで車で送ってもらう途中、事故に合っちゃって」と話し、その後は通常通り番組を進行した。なお、伊集院と彼の妻に怪我はなかった。
当日の赤坂ゼミナール講師の清水ミチコは「スタジオまでの廊下を全速力で走っていく伊集院の形相が怖かった」と話している。
当日の番組中の交通情報では首都高で起こった事故による渋滞情報を伝えていたが、その直後、伊集院が「さっきの交通情報の事故はオレのやつだよ。自分が関わった事故を放送で聞くとは思わなかった」と話した。
更に数週間後、「赤坂法学部」の冒頭で伊集院はレギュラーコメンテーターの岩田武司を紹介しながら「この前の事故で岩田先生には賠償関係で相談に乗ってもらった」と話している。
最終回にレギュラーアシスタント出演せず
レギュラーアシスタントだった小倉アナはシドニーオリンピック取材のために最終回を含む3回前の2000年9月10日の放送回で卒業することになってしまった。そのため肝心の最終回（2000年10月1日）はピンチヒッターとして外山惠理アナがアシスタントを務めた。なお、後身番組の『伊集院光 日曜日の秘密基地』でも、最終回がイレギュラーアシスタントの放送週だったため、外山アナが最終回のアシスタントを務めるという珍事が起こっている。

## 関連書籍
- TBSラジオ「伊集院光日曜大将軍」編 『伊集院光と弁護士・岩田武司のもめごと解決大将軍』 小学館、2000年7月。ISBN 9784094045819